# عمر فاخوري
عمر فاخوري (1313- 1365 هـ / 1895- 1946 م)، أديب وناقد ومفكِّر لبناني، من أعلام النهضة الأدبية المعاصرة في لبنان. ولد في بيروت، وتوفي فيها عن عمر ناهز خمسين عامًا، انصرف فيها إلى دراسة الآداب العربية والأجنبية، فجمع بين الثقافة العربية المتينة والثقافة الأجنبية، ولا سيَّما الأدب الفرنسي المعاصر. عُرف بنزعته التجديدية وأسلوبه اللاذع الذي يجمع بين الفُكاهة والجِدّ، وديباجته الجامعة بين السهولة والقوَّة. وهو عضو مراسل بمجمع اللغة العربية بدمشق منذ 1927 حتى وفاته.

## ولادته وتحصيله
وُلد عمر الفاخوري في مدينة بيروت، يوم الأحد 26 ربيع الأول 1313هـ الموافق  15 سبتمبر 1895م، درس في كُتّاب الشيخ عيسى آنذاك، ثم انتقل إلى مدرسة الشيخ أحمد عباس. ثم انضمَّ لمكتب الحقوق في بيروت حتى أُقفل بسبب الحرب العالمية الأولى، فالتحقَ بالجامعة الأمريكية متخصِّصًا في اللغة الإنجليزية.

عمر فاخوري في شبابه

## مؤلفاته
- كيف ينهض العرب، 1913.
- آراء غربية في مسائل شرقية، 1925.
- آراء أناتول فرانس، 1926.
- غاندي لرومان رولان، 1927.
- الباب المرصود، 1937.
- الفصول الأربعة، 1941.
- لا هوادة، 1942.
- أديب السوق، 1944.
- الحقيقة اللبنانية، 1945.
- الاتحاد السوفيتي حجر الزاوية.

## قالوا عنه
- قال عنه مارون عبود: لم يكن عمر حسودًا ولا حقودًا، كان على ما فيه من شمم وإباء لا يزهى ولا يتكبر. كان محبًّا، وإذا أبغض أعرض وازدرى. كان فمه نظيفًا، لا يتبذَّل حتى في المجالس الخاصَّة التي كنَّا نعطي فيها المرح حقَّه، فكان يقابل تلك النِّكات الصارخة بربع ابتسامة، ويشارك بكلمات كان يستعدُّ لتأديتها استعدادَ طالب غير واثق من ذاكرته.[4]
- وصف مارون عبود صديقه عمر فاخوري وهو في أيامه الأخيرة قائلًا: عُدْت عمر أول مرَّة، فخِلتُني أمام مومياء تحدثني، فارتَعتُ ثم تجلَّدت لئلَّا أُريعَه... رأيت اليرَقان قد خلع عليه كل ما عنده من زعفران، فسألته عمَّا به، فأجاب بعد سكوت: قلَّة العافية، وعَناء الحِمية. الغمرة انجلت ولكن.. وطال السكوت فقلت له: متى تعود إلى عُشِّك؟ فأجاب بهزِّ شفتَيه، فعلمت أن لليرَقان أحلافًا تشدُّ أزره في حرب عمر، وبلغني أن عمر عاد من عند أمِّه، فهُرِعتُ لأهنِّئه بالسلامة، فقالت لي الخادمة: إنه في المستشفى فلم أستطع مقابلته. وبعد عودته من المستشفى جئته مستكشفًا، فرأيته لا حيًّا فيُرجى، ولا ميتًا فيُسلى، وقعَدنا حيث اعتدنا أن نجلس، فلم يشكُ عمر الداء، بل شكا سوءَ الحال وقلَّة الوفاء. وأخيرًا مات هذا النسر وعينُه إلى القمَّة، لم ينظر إلى الأوحال التي يتمرَّغ بها بعض زرازير الأدب. وكانت خسارة الأدب العربي فيه لا تقدَّر أو لا تعوَّض (جدُد وقدماء، ص189ـ 193).[4]

## وفاته
توفي عمر فاخوري في بيروت، يوم الأربعاء 22 جُمادى الأولى 1365هـ الموافق 24 أبريل 1946م.